# Scream Queens (telerrealidad)
Scream Queens (Las reinas del grito) es una serie de telerrealidad estadounidense de VH1 producida por Joke Productions y Lionsgate Television que se estrenó en octubre de 2008. El programa narra la crónica de un grupo de actrices desconocidas que compiten por un papel en la serie de películas Saw . Tanedra Howard ganó la primera temporada y consiguió un papel en Saw VI . La segunda temporada comenzó a transmitirse el 2 de agosto de 2010 y la ganadora, Gabby West , obtuvo un papel en Saw 3D .

## Temporada 1
El programa se anunció en junio de 2008 y se estrenó el 20 de octubre de 2008.  En la primera temporada , James Gunn dirigió a los concursantes durante los desafíos de actuación, Shawnee Smith actuó como mentor , mientras que John Homa brindó instrucción, y los tres también actuaron como jueces.
La temporada 1 terminó el 8 de diciembre de 2008, y Tanedra Howard fue coronada Scream Queen y ganó el "papel destacado" en Saw VI .

### Concursantes
| Nombre            | Eliminada | Ciudad Natal              |
| ----------------- | --------- | ------------------------- |
| Tanedra Howard    | Ganadora  | Inglewood, California     |
| Michelle Galdenzi | 9°        | Spring, Texas             |
| Lindsay Felton    | 8°        | Seattle, Washington       |
| Angela Anderson   | 7°        | San Diego, California     |
| Jessica Palette   | 6°        | Bolton, Massachusetts     |
| Sarah Agor        | 5°        | Marlboro, Nueva Jersey    |
| Lina So           | 4°        | Las Vegas, Nevada         |
| Marissa Skell     | 3°        | Islip, Nueva York         |
| Kylah Kim         | 2°        | Dallas, Texas             |
| Jo-Anne Krupa     | 1°        | Hertfordshire, Inglaterra |

### Episodios

#### Episodio 1
10 actrices aspirantes compiten por convertirse en la próxima Scream Queen y ganar un papel en Saw VI. En la primera competencia, ellas tienen que suplicar por sus vidas frente a un maniático con una motosierra. Los jueces Shawnee Smith, James Gunn (escritor/director de Slither y escritor de Dawn of the Dead), y John Homa (como entrenador de las actrices) determinan quién se quedará y quién recibirá "el hachazo".
- Desafío: Rogar por sus vidas a un asesino
- Ganadora: Tanedra
- Prueba del director: Sexy Slither (Inspirada en la escena de la tina del baño).
- Protagonista de la semana: Sarah
- Gran salón: Michelle, Jessica, Sarah, Kylah, Jo-Anne.
- Eliminada: Jo-Anne

#### Episodio 2
Shawnee Smith, junto con la directora de casting Kelly Wagner, evalúan a las chicas en su primera impresión y envían a dos de ellas a un cambio de apariencia. La prueba del director es una sesión de fotos para el póster de una película, donde las chicas son evaluadas por su habilidad para vender una película con un vestuario singular.
- Desafío: Conociendo un director de Casting
- Ganadora: Jessica
- Prueba del director: Sesión de fotos para el póster de una película
- Protagonista de la semana: Lindsay
- Gran salón: Lindsay, Lina, Marissa, Kylah
- Eliminada: Kylah

#### Episodio 3
En el desafío de esta semana, las 8 actrices restantes deben saltar desde una ventana de tres pisos.
- Desafío: Vuelo acrobático (Escena de salto desde un edificio).
- Ganadora: Tanedra
- Prueba del director: Escena "Peleando con el asesino"
- Protagonista de la semana: Lina
- Gran salón: Lina, Marissa, Jessica, Sarah, Michelle
- Eliminada: Marissa

#### Episodio 4
Las 7 actrices restantes son llamadas a participar en un desafío involucrando el lado cómico del horror. Después de una prueba de habilidades donde las chicas interpretan un personaje sin cuerpo, debían competir contra las otras para los roles en un tráiler de película de terror dirigido por el juez James Gunn y protagonizado por su hermano, Sean Gunn.
- Desafío: Campo El cerebro que no quería morir (Inspirada en la escena de la cabeza sin cuerpo).
- Ganadora: Lindsay
- Prueba del director: Tráiler para Escuadrón del reformatorio anti-Zombie.
- Protagonista de la semana: Michelle
- Gran salón: Angela, Lina
- Eliminada: Lina

#### Episodio 5
En una secuencia de desafíos, cada actriz debía zambullirse en una piscina de sangre artificial, entrar en un cajón para cadáveres en una morgue, y finalmente, cubrirse ellas mismas con cientos de cucarachas.
- Desafío: Hablar en una piscina de sangre.
- Ganadora: Tanedra
- Prueba del director: Escena "Campamento de amigas atacadas por cucarachas".
- Protagonista de la semana: Tanedra
- Gran salón: Angela, Jessica, Lindsay, Michelle, Sarah, Tanedra.
- Eliminada: Sarah

#### Episodio 6
Las 5 actrices restantes debían enfocarse en "estados alterados" de terror. Las chicas debían actuar como pensaban que habían sido poseídas.
- Desafío: Actuando como poseídas
- Ganadora: Michelle
- Prueba del director: Escena seductora de vampiros
- Protagonista de la semana: Michelle
- Gran salón: Angela, Jessica, Lindsay
- Eliminada: Jessica

#### Episodio 7
Las 4 actrices restantes debían actuar su momento final durante el desafío de "El proyecto de la Bruja de Blair".
- Desafío: 5 minutos para confesar
- Ganadora: Lindsay
- Prueba del director: Escena del espejo "Lado bueno vs. Lado malo"
- Protagonista de la semana: Lindsay
- Gran salón: Angela, Lindsay, Michelle, Tanedra.
- Eliminada: Angela

#### Episodio 8
Para el penúltimo desafío, las concursantes restantes compitieron en "El reto Scream Queen". La perdedora fue eliminada inmediatamente, y las otras dos estuvieron en una última prueba del director que determinó cuál de ellas había ganado el papel en Saw VI.
- Desafío: Escena de persecución El reto.
- Eliminada: Lindsay
- Desafío final: Recrear la escena de "El collar de cartuchos de escopeta" escena de Saw III.
- Finalistas: Michelle, Tanedra
- Ganadora: Tanedra

## Progreso por episodios
| Puesto                | Actriz                | Episodios | Episodios | Episodios | Episodios | Episodios  | Episodios  | Episodios  | Episodios |
| Puesto                | Actriz                | 1         | 2         | 3         | 4         | 5          | 6          | 7          | 8         |
| --------------------- | --------------------- | --------- | --------- | --------- | --------- | ---------- | ---------- | ---------- | --------- |
| 1                     | Tanedra               | SAFE      | SIGUE     | SAFE      | SIGUE     | SAFE/PROT. | SIGUE      | BAJA       | GANADORA  |
| 2                     | Michelle              | ALTA      | SIGUE     | BAJA      | PROT.     | ALTA       | SAFE/PROT. | ALTA       | FINALISTA |
| 3                     | Lindsay               | SIGUE     | PROT.     | SIGUE     | SAFE      | BAJA       | BAJA       | SAFE/PROT. | HACHAZO   |
| 4                     | Angela                | SIGUE     | SIGUE     | SIGUE     | BAJA      | ALTA       | ALTA       | HACHAZO    |           |
| 5                     | Jessica               | BAJA      | SAFE      | BAJA      | SIGUE     | BAJA       | HACHAZO    |            |           |
| 6                     | Sarah                 | PROT.     | SIGUE     | BAJA      | SIGUE     | HACHAZO    |            |            |           |
| 7                     | Lina                  | SIGUE     | BAJA      | PROT.     | HACHAZO   |            |            |            |           |
| 8                     | Marissa               | SIGUE     | BAJA      | HACHAZO   |           |            |            |            |           |
| 9                     | Kylah                 | BAJA      | HACHAZO   |           |           |            |            |            |           |
| 10                    | Jo-Anne               | HACHAZO   |           |           |           |            |            |            |           |
| Ganadora del desafío: | Ganadora del desafío: | Tanedra   | Jessica   | Tanedra   | Lindsay   | Tanedra    | Michelle   | Lindsay    | Tanedra   |

     La concursante fue inmune y la protagonista de la semana
     La concursante fue la protagonista de la semana
     La concursante fue de las 2 más altas de la semana, pero NO lo suficiente.
     La concursante ganó la inmunidad
     La concursante ganó inmunidad, pero estuvo en la ceremonia de eliminación
     La concursante estuvo entre las 3 o 4 a punto de ser eliminada.
     La concursante fue de las 2 llamadas a la eliminación.
     La concursante fue eliminada
     La concursante ocupó el segundo lugar
     La concursante ganó la competencia

## Razones de Eliminación
- Jo-Anne: No vieron en ella el potencial que esperaban, y sentían que todas las chicas, semana, tras semana iban a avanzar, a excepción de ella.

- Kylah: Al dársele su segunda oportunidad, Kylah no logró los resultados que los jueces esperaban, siendo sus actuaciones sumamente pésimas y sus elecciones fatales.

- Marissa: Le dijeron la semana anterior que debía salir de su caparazón y ser auténtica para que le creyeran su actuación y ella no lo hizo. Sus actuaciones continuaron siendo muy falsas y poco creíbles.

- Lina: Al principio del desafío ella estaba dispuesta a besarse con otra mujer, pero justo antes de grabar dijo que no lo haría y esto molestó a los jueces, diciéndole: "Interrumpiste la grabación. Si esto lo hubieras hecho en un filme real, te hubiera echado".

- Sarah: No logró llegar al nivel que los jueces esperaban para las 5 actrices restantes, sintieron que se quedó atrás a comparación de las demás.

- Jessica: La actuación de la posesión fue poco creíble, además de que sus actuaciones se estaban comenzando a volver muy mediocres.

- Angela: No estaba lista para ser una de las tres finalistas, aunque había avanzado mucho en su actuación no hizo lo suficiente como para serlo.

- Lindsay: Los jueces la consideraban una actriz muy buena, sus actuaciones se habían vuelto muy sólidas, pero aunque era buena actriz no era una "Scream Queen".

- Michelle: A pesar de sus actuaciones muy buenas, evaluaron todas las pruebas realizadas en la competencia y llegaron a la conclusión de que Tanedra estaba mejor preparada para el papel.

## Temporada 2
El 12 de agosto de 2009, el canal VH1 comenzó el casting para la segunda temporada, la cual comenzó a rodarse en noviembre de 2009. En esta ocasión las concursantes competirán por un papel en la nueva película de la franquicia de Saw, Saw 3D.
John Homa es el único que regresará para esta segunda temporada. En esta ocasión Jaime King reemplazará a Shawnee Smith como mentora, y Tim Sullivan reemplazará a James Gunn como director. Y también ya lanzaron el primer tráiler de esta temporada.

### Concursantes
| Nombre              | Eliminada | Ciudad Natal                |
| ------------------- | --------- | --------------------------- |
| Gabby West          | Ganadora  | Santa Fe, Nuevo México      |
| Jessica Ortiz       | 9°        | Bronx, Nueva York           |
| Christine Haeberman | 8°        | Porterville, California     |
| Tai Davis           | 7°        | Chicago, Illinois           |
| Sierra Holmes       | 6°        | Suffern, Nueva York         |
| Sarah Alami         | 5°        | Chicago, Illinois           |
| Allison Kyler       | 4°        | Hickory, Carolina del Norte |
| Karlie Lewis        | 3°        | Nueva York                  |
| Rosanna Pansino     | 2°        | Seattle, Washington         |
| Lana Underwood      | 1°        | Santa Mónica, California    |

### Episodio 1
Welcome to the nightmare
Diez actrices aspirantes están compitiendo por convertirse en la próxima Scream Queen y ganar un papel en Saw 3D. El primer desafío de las chicas para tener inmunidad es despertar de la pesadilla y darse cuenta de que algo anda mal. El desafío de director fue realizar un casting, sin embargo Gabby no realiza bien las órdenes indicadas y golpea varias veces a los asistentes, aunque está inmune es llamada al gran salón para hacérselo saber.
- Desafío: Despertar de la pesadilla con Freddy Krueger
- Ganadora: Gabby
- Prueba del director: realizar un tráiler.
- Protagonista de la semana: Jessica
- Gran salón: Gabby, Jessica, Sierra, Tai & Lana
- En discusión: Gabby, Sierra & Lana
- Eliminada: Lana

### Episodio 2 S.Q.2
Make me a witch
Las 4 chicas llamadas al gran salón regresan a reunirse con las demás. Rosana se muestra emocionada al ver a Sierra y dice ser muy amiga de ella. Su desafío constó en ser brujas con su propio estilo. Sierra fue llevada al gran salón por su acento y actuación.
- Desafío: realizar una escena de brujería
- Ganadora: Christine
- Prueba del director: realizan una escena siendo villana
- Protagonista de la semana: Gabby
- Gran salón: Rosana, Gabby, Sierra, Tai & Sarah
- En discusión: Sarah, Rosana & Sierra
- Eliminada: Rosana

### Episodio 3 S.Q.2
Oh, no!
Esta semana las chicas realizan un desafío muy interesante donde, en una pantalla, un muñeco se moverá de acuerdo al movimiento corporal de las chicas. La ganadora del desafío fue Sierra, pudo ver Allison si no hubiera dado una vuelta. En este capítulo Allison confiesa que NO quiere tener hijos. Allison es llamada al gran salón para hacerle saber que su reacción al tomar críticas no es buena.
- Desafío: darle vida aún muñeco en una pantalla
- Ganadora: Sierra
- Prueba del director: escena al llegar a su casa la encuentran llena de insectos y...
- Protagonista de la semana: Sierra
- Gran salón: Karlie, Sierra, Allison & Sarah
- En discusión: Karlie & Sarah
- Eliminada: Karlie

### Episodio 4 S.Q.2
Lose control and be sexy
Esta semana las chicas tienen una sesión de fotografías para la revista Fangoria, la ganadora tendría inmunidad y un reportaje en la misma revista. Para sorpresa de todos fue Sarah la ganadora. 2 chicas tuvieron un makeover: a Sierra le recortaron el cabello; la otra sería Christine, pero se mostró frustrada al saber la noticia; al final obtuvo un cambio de tinte. Más tarde un chico llegaría con una gran caja y les bailaría, les dejó escritos sobre la noticia de bailar con una víbora. Tai y Jessica revelaron su miedo a las víboras.
| Actriz    | Rol de asesinato         |
| --------- | ------------------------ |
| Christine | Estudiante loca          |
| Sarah     | Asesina serial           |
| Sierra    | Llamada por el asesino   |
| Gabby     | Atacada en la ducha      |
| Tai       | Esposa de frankenstein   |
| Jessica   | Enfermera malvada        |
| Allison   | Madre de un niño poseído |

- Desafío: sesión de fotos para Fangoria
- Ganadora: Sarah
- Prueba del director: stripper con un oscuro secreto
- Protagonista de la semana: Jessica
- Gran salón: Jessica, Gabby & Allison
- En discusión: Gabby & Allison
- Eliminada: Allison

### Episodio S.Q.2
Die Zombie
Las chicas son llevadas al lugar donde realizan su desafío siendo zombies. Después de darles indicaciones, se les avisa que ya ninguna estará segura y deberán esforzarse al máximo para mantenerse en la competencia. Tai se encuentra asustada por el desafío.
Sarah se muestra triste al extrañar su hija. Después, realizaron la prueba del director y Gabby al fin pudo seguir órdenes.
| Actriz    | Rol de vampiresa        |
| --------- | ----------------------- |
| Christine | Vampira malvada         |
| Sarah     | Vampira malvada/rebelde |
| Sierra    | Vampira Nerda           |
| Gabby     | Vampira sexy            |
| Tai       | Líder de las vampiras   |
| Jessica   | Vampira dura            |

- Desafío: Ser zombies, levantadas de ultratumba
- Ganadora: Tai
- Prueba del director: Ser vampiras del oeste
- Protagonista de la semana: Tai
- Gran salón: Christine, Sarah, Gabby & José
- En discusión: Christine, Sarah, Gabby & Sierra
- Eliminada: Sarah
- Invitado especial:Joe wengert

### Episodio 6 S.Q.2
Who are you!?
Las 5 finalistas se alistan para su desafío. Al realizar las chicas su prueba, todas comentan que tienen mala actuación. Gabby gana el desafío y Tai recibe una crítica sobre su actuación: se le dice que sobreactúa. En la clase de Rick, las chicas son asustadas cuando él les lanza un ladrillo falso. Rick se molestó con Tai por no lograr un buen desempeño. En la prueba de la semana, Christine y Jessica tienen un buen desempeño mientras todos se ríen de la actuación de Sierra. Gabby recibe fuertes críticas de Tai, Gabby explota y se arma una confrontación.
Sierra rompe en llanto al saber que irá a la ceremonia de eliminación.
Christine recibe buenas críticas. Tai y Sierra son llevadas a discusión y al final Sierra es eliminada.
- Desafío: Prueba en pantalla verde (imaginarse a Godzilla)
- Ganadora: Gabby
- Prueba del director: Casa embrujada
- Protagonista de la semana: Jessica
- Gran salón: Christine, Tai & Sierra
- En discusión: Tai & Sierra
- Eliminada: Sierra

### Episodio 7 S.Q.2
Spirit Possession
Las chicas se encuentran sorprendidas después de la eliminación y algunas emocionadas por estar en las semifinales. El reto se les complica cuando tienen emociones encontradas, puesto que a Gabby en el ensayo se le dio una segunda oportunidad; a Jessica no le parece bien y rompe en llanto.
Christine y Gabby se encuentran separadas del resto de las chicas desde el principio y ahora es cuando se siente la tensión, puesto que las otras 2 son Tai y Jessica.
La ganadora del reto resulta ser Tai por lucir mejor como poseída. La prueba del director es una escena psicótica.
Antes de los resultados, Tai espera a Gabby fuera de la competencia y Gabby a Tai.
Gabby es nombrada la protagonista de la semana seguida de Jessica.
Al final es entre Christine y Tai; emociones encontradas; el bando de las chicas se separa. Al final es Tai la eliminada.
- Desafío: Ser poseídas.
- Ganadora: Tai
- Prueba del director: protagonizar a un psicópata
- Protagonista de la semana: Gabby
- Gran salón: todas
- En discusión: Tai y Christine
- Eliminada: Tai

### Episodio 8 S.Q.2 PART 1
GET AWAY FROM ME
Las 3 finalistas se preparan para su desafío. A Jessica se le nota la emoción más que a ninguna. Tras realizar su desafío se encuentran muy nerviosas puesto que las 3 estarán en discusión después del desafío. Las 3 logran el mejor desempeño en toda la carrera: Gabby contenta por su actuación; Christine emocionada pues siente que fue su mejor actuación; y Jessica algo nerviosa, pues mira a Gabby como competencia y tras escuchar a Christine se pone nerviosa ya que no considera que haya tenido un buen desempeño.
En la deliberación se nota que Jessica tuvo un bajo desempeño y Gaby el alto pero fue Christine la eliminada debido a que Jessica siempre lo hizo bien, Christine rompe en llanto y después con una sonrisa agradeció la oportunidad y le dice a Gabby "Tienes que ganar esto, you have to FU**CKING win this"
- Desafío: Correr por sus vidas y darle su merecido al malo de la historia
- Ganadora: No hay ganadora, solamente quedan a salvo.
- En discusión: Todas (Christine, Jessica y Gabby)
- Eliminada: Christine

### Episodio 8 S.Q.2 PART 2
LETS PLAY A GAME
Las últimas 2 van a ver el cortometraje de SAW donde se les informa que tendrán que actuar lo visto. En diferente versión tras ir a la práctica las 2 chicas sienten que la otra es la mayor competencia. Al final las chicas deliberan una excelente actuación y los jueces se toman esto de manera muy difícil. Tras la deliberación el resultado fue GABBY como la nueva SQ. Jessica se retira impactada por la noticia pues creyó el triunfo seguro dejando las palabras de "se que ahí un papel afuera esperando por mi * I know is a roll waiting for me, in somewhere" Gabby emocionada de ser la nueva ganadora comenta que siempre las chicas pensaron que era la más débil.
- Desafío final: Recrear la escena de Saw
- Finalistas: Jessica, Gabby
- Ganadora:Gabby

## Progreso por episodios Temporada 2
| Puesto                | Actriz                | Episodios    | Episodios    | Episodios    | Episodios    | Episodios    | Episodios    | Episodios    | Episodios |
| Puesto                | Actriz                | 1            | 2            | 3            | 4            | 5            | 6            | 7            | 8         |
| --------------------- | --------------------- | ------------ | ------------ | ------------ | ------------ | ------------ | ------------ | ------------ | --------- |
| 1                     | Gabby                 | Inmune       | Protagonista | Sigue        | Baja         | Baja         | Alta         | Protagonista | Ganadora  |
| 2                     | Jessica               | Protagonista | Sigue        | Sigue        | Protagonista | Alta         | Protagonista | Alta         | 2.º lugar |
| 3                     | Christine             | Sigue        | Inmune       | Sigue        | Sigue        | Baja         | Alta         | Baja         | finalista |
| 4                     | Tai                   | Alta         | Alta         | Sigue        | Sigue        | Protagonista | Baja         | Eliminada    |           |
| 5                     | Sierra                | Baja         | Baja         | Protagonista | Sigue        | Baja         | Eliminada    |              |           |
| 6                     | Sarah                 | Sigue        | Baja         | Baja         | Inmune       | Eliminada    |              |              |           |
| 7                     | Allison               | Sigue        | Sigue        | Alta         | Eliminada    |              |              |              |           |
| 8                     | Karlie                | Sigue        | Sigue        | Eliminada    |              |              |              |              |           |
| 9                     | Rosana                | Sigue        | Eliminada    |              |              |              |              |              |           |
| 10                    | Lana                  | Eliminada    |              |              |              |              |              |              |           |
| Ganadora del desafío: | Ganadora del desafío: | Gabby        | Christine    | Sierra       | Sarah        | Tai          | Gabby        | Tai          | Gabby     |

     La concursante fue inmune y la protagonista de la semana
     La concursante fue la protagonista de la semana
     La concursante fue la protagonista de la semana y ganó el reto.
     La concursante fue de las 2 más altas de la semana, estuvo en el gran salón.
     La concursante fue considerada alta, pero no fue al gran salón.
     La concursante ganó la inmunidad
     La concursante ganó inmunidad, pero estuvo en la ceremonia de eliminación
     La concursante estuvo entre las 3 o 4 a punto de ser eliminada. pero fue llamada antes que las otras 2
     La concursante fue de las 2 últimas.
     La concursante fue eliminada
     La concursante fue finalista pero no ganó
     La concursante quedó en segundo lugar
     La concursante ocupó ganó la competencia
- En el episodio 5 se les informó que ya no habría ninguna inmune
- En el episodio 5 Jessica se le consideró como alta, al no ser llamada con las chicas al salón y ni ser la prot. de la semana
- En el episodio 6 se les consideró a Gabby y Christine altas, pero ninguna para ser protagonista
- En el episodio 6 a Christine se le consideró alta cuando los jueces la felicitaron dándole muy buenas críticas
- En el episodio 6 a Gabby se le consideró alta, al ser de las únicas 2 en no ser llamadas al gran salón.